# Distrito de Amuru
El distrito de Amuru se sitúa en la región norte de Uganda. En cuanto a la población el censo del 2014 le da a Amuru la cifra de 186 696 habitantes. El Nilo Blanco atraviesa este distrito. Amuru comparte fronteras con Sudán del Sur al norte, y al oeste limita con la República Democrática del Congo. Su ciudad capital es la ciudad de Kilak. Este distrito posee la característica de no poseer el mismo nombre que su ciudad capital.